# Князев, Сергей Владимирович
Серге́й Влади́мирович Кня́зев (род. 1963) — российский фонетист, профессор МГУ и ВШЭ, доктор филологических наук, профессор кафедры русского языка филологического факультета МГУ.

## Биография
В 1986 году окончил филологический факультет МГУ. Тема кандидатской диссертации: «Фонетическая реализация дифференциального признака. Глухость/звонкость и напряжённость/ненапряжённость согласных в севернорусских говорах»; научный руководитель: Р. Ф. Пауфошима (Касаткина).
В 2006 году защитил докторскую диссертацию «Формирование структуры фонетического слова в русском языке: синхрония и диахрония». В 2018 году присвоено учёное звание профессора.
С 2007 года является членом методической комиссии и жюри заключительного этапа Всероссийской олимпиады школьников по русскому языку.
Принял решение уволиться из МГУ после обвинения в апреле 2020 года в сексуальных домогательствах к студенткам МГУ. По этому поводу сотрудники и студенты МГУ написали открытое письмо. Сергей Князев утверждает, что отношения со студентами имели место, но были добровольными.

## Научная деятельность
Сфера интересов: русская, общая, экспериментальная фонетика; русская диалектология.

### Основные труды
- 2006 — «Структура фонетического слова в русском языке: синхрония и диахрония»,
- учебники:
  - 2005 — «Современный русский литературный язык. Фонетика. Графика. Орфография. Орфоэпия» (в соавторстве с С. К. Пожарицкой),
  - 2006 — «Практическая фонетика русского языка» (в соавторстве),
  - 2015 — «Современный русский язык. Фонетика» (в соавторстве с С. К. Пожарицкой).